# Hôtel de préfecture de Saint-Barthélemy et Saint-Martin
L'hôtel de préfecture de Saint-Barthélemy et Saint-Martin est un bâtiment situé à Saint-Martin sur l'île Saint-Martin. Il sert de préfecture déléguée au département d'outre-mer de Guadeloupe.

## Historique
En 2007, après référendum, les communes de Saint-Barthélemy et Saint-Martin quittent le département de Guadeloupe pour former chacune une nouvelle collectivité d'outre-mer . La sous-préfecture de l'arrondissement des îles du Nord devient préfecture déléguée.
Par un décret du 24 juillet 2009, le poste de secrétaire général de la préfecture de Saint-Barthélemy et Saint-Martin (qui a rang de sous-préfet) est désormais supervisé par un préfet délégué,.
Le 5 septembre 2017, l'île est complètement ravagée par l'ouragan Irma et le bâtiment subit de très lourds dégâts : le toit de la préfecture s’est envolé obligeant une vingtaine de personnes, dont la préfète, à se réfugier dans les anciens locaux .

## Localisation
L'édifice est situé à côté du Fort Louis route du Fort à Marigot.